# Betagi
Betagi es un subdistrito (upazila) del distrito (zila) de Barguna, de la región de Barisal, en Bangladés, con una población estimada en marzo de 2016 de 117 145 habitantes.
Se encuentra ubicado en el centro-sur del país, junto a la costa del golfo de Bengala y cerca del río Baleshwar.